# Conopias
Conopias es un género de aves paseriformes perteneciente a la familia Tyrannidae que agrupa a cuatro especies nativas de la América tropical (Neotrópico), cuyas áreas de distribución se encuentran desde el este de Honduras a través de América Central y del Sur hasta el noreste de Argentina. A sus miembros se les conoce por el nombre popular de bienteveos.

## Etimología
El nombre genérico masculino «Conopias» se compone de las palabras del griego «kōnōpos» que significa ‘mosquito’, ‘jején’, y «piazō» que significa ‘que aprovecha’.

## Características
Las aves de este género son tiránidos de tamaño mediano, miden entre 14 y 16,5 cm de longitud, que recuerdan las más numerosas del género Myiozetetes. Proporcionalmente, tienen picos más largos y son mucho más forestales. La mayoría tiene garganta amarilla (y no blanca). Todas las especies tienen vocalizaciones características y emitidas con frecuencia.

## Taxonomía
El presente género fue propuesto por los ornitólogos alemanes Jean Cabanis y Ferdinand Heine en 1859 que definieron a Tyrannula superciliosa Swainson como especie tipo, recombinada como Conopias superciliosus; en realidad un sinónimo posterior de Muscicapa trivirgata Wied-Neuwied, 1831.
Las especies Conopias albovittatus  y C. parvus estuvieron separadas en un género Coryphotriccus, principalmente con base en el pico ligeramente mayor y la presencia de una mancha en la corona, pero la morfología de la siringe es similar a las otras especies del corriente género. Estas dos especies ya fueron también consideradas conespecíficas pero difieren en el plumaje y especialmente en la vocalización; la separación fue aprobada en la Propuesta No 251 al Comité de Clasificación de Sudamérica (SACC); los datos genético-moleculares indican una diferencia substancial entre ambas, a pesar de ser especies hermanas que conforman un clado con el par formado por Conopias trivirgatus y C. cinchoneti.
Los amplios estudios genético-moleculares realizados por Tello et al. (2009) descubrieron una cantidad de relaciones novedosas dentro de la familia Tyrannidae que todavía no están reflejadas en la mayoría de las clasificaciones. Siguiendo estos estudios, Ohlson et al. (2013) propusieron dividir Tyrannidae en cinco familias. Según el ordenamiento propuesto, Conopias permanece en Tyrannidae, en una subfamilia Tyranninae Vigors, 1825, provisionalmente en una tribu Tyrannini Vigors, 1825, junto a Pitangus, Philohydor, Machetornis, Tyrannopsis, Megarynchus, Myiodynastes, Myiozetetes, Phelpsia (provisionalmente), Empidonomus, Griseotyrannus y Tyrannus.

## Lista de especies
Según las clasificaciones del Congreso Ornitológico Internacional (IOC), y Clements Checklist/eBird, el género agrupa a las siguientes especies con el respectivo nombre popular de acuerdo con la Sociedad Española de Ornitología (SEO):
| Imagen | Nombre científico     | Autor                | Nombre común           | Estado de conservación | Distribución |
| ------ | --------------------- | -------------------- | ---------------------- | ---------------------- | ------------ |
|        | Conopias albovittatus | (Lawrence, 1862)     | bienteveo del Chocó    | LC                     |              |
|        | Conopias parvus       | (Pelzeln, 1868)      | bienteveo guayanés     | LC                     |              |
|        | Conopias trivirgatus  | (Wied-Neuwied, 1831) | bienteveo trilistado   | LC                     |              |
|        | Conopias cinchoneti   | (Tschudi, 1844)      | bienteveo cejiamarillo | VU                     |              |